# Algot Niska
Algot Niska (resp. Algoth Niska; 5. prosince 1888, Viipuri - 28. května 1954, Helsinky) byl finský sportovec, obchodník, dobrodruh a pašerák. Ve Finsku je považován za lidového hrdinu a často je označován jako král pašeráků. Na Olympijských hrách ve Stockholmu (1912) byl členem finského fotbalového týmu.
Za časů prohibice ve Finsku pašoval do země alkohol z Německa, Estonska a Švédska. Byl velmi tvořivý a vymyslel řadu triků, jak vyzrát na policii a její hlídky, absolvoval desítky honiček s jejich čluny. Několikráte na něj stříleli, ale vždy unikl (a střelbu zásadně neoplácel). Jeden rok strávil ve vězení ve Finsku, po dlouhou dobu byl hledán ve Finsku i Švédsku.
V roce 1938 začal pašovat z Německa do Finska Židy, přičemž využíval zapomenuté a ukradené pasy. Celkem odvezl z Německa asi 150 Židů (dle vlastního tvrzení), v některých případech si údajně nevzal žádné peníze. Když Německo odhalilo jeho síť, uprchl do Estonska, později se vrátil do Finska. Za zimní války pracoval pro finskou vojenskou rozvědku. Ke konci života se potácel v dluzích. V roce 1953 mu byl diagnostikován nádor na mozku, před smrtí ochrnul a ztratil řeč.

## Dílo
- Över gröna gränsen (Nad zelenou hranicí)
- Mina äventyr (Má dobrodružství)